# Convenio urbanístico
Un convenio urbanístico es un acuerdo celebrado entre la administración urbanística competente y personas o entidades públicas o privadas, cuyo objeto es la actuación urbanística, y que debe tramitarse de acuerdo a la legislación del suelo vigente.

## Objeto  del convenio urbanístico
Se trata de un acuerdo de voluntades en el ámbito del Derecho urbanístico en el que de forma consensuada se realiza un contrato entre dos partes frente al ejercicio de la potestad urbanística por parte de la Administración cuyo objeto es la modificación del planeamiento o su ejecución. 
En contra del convenio cuya prioridad es satisfacer las necesidades estrictamente urbanísticas, se encuentra aquel que hace prevalecer el interés patrimonial de los sujetos privados y públicos que en el intervienen.

Tendrán carácter jurídico administrativo todas las cuestiones que se suscitaren con ocasión o como consecuencia de los actos y convenios regulados en la legislación urbanística aplicable entre los órganos competentes de las Administraciones Públicas y los propietarios, individuales o asociados, o promotores de actuaciones de transformación urbanística, incluso las relativas a cesiones de terrenos para urbanizar o edificar
 Art. 61 ,Real Decreto Legislativo 7/2015, de 30 de octubre

### Convenio urbanístico en España
En España, los convenios urbanísticos se diferenciarán por su contenido y finalidad en:
a) Convenios urbanísticos de planeamiento: aquellos que incluyan o puedan tener como consecuencia o resultado posibles modificaciones del planeamiento urbanístico, bien directamente, bien por ser éstas precisas en todo caso para la viabilidad de lo estipulado.
b) Convenios urbanísticos para la ejecución del planeamiento: aquellos que no afectando en absoluto a la ordenación urbanística, se limiten a la determinación de los términos y las condiciones de la gestión y la ejecución del planeamiento y demás instrumentos existentes en el momento de su celebración. Del cumplimiento de estos convenios en ningún caso podrá derivarse o resultar modificación, alteración, excepción o dispensa del planeamiento.